# Roberto Orci
Roberto Gastón Orci, né le 20 juillet 1973 à Mexico et mort le 25 février 2025 à Los Angeles, est un scénariste et producteur mexico-américain.
Il travaille souvent en collaboration avec Alex Kurtzman.

## Biographie
Roberto Gaston Orci, en espagnol Roberto Gastón Orci, nait dans la ville de Mexico, d'un père mexicain et d'une mère cubaine, dont la famille a migré vers le Mexique à la suite de la prise de pouvoir de Fidel Castro. Son frère J. R. Orci (en) est également scénariste.
À l'âge de 17 ans, Roberto Orci rencontre son futur collaborateur régulier, Alex Kurtzman, alors qu'il est étudiant à la Crossroads School (en) à Santa Monica aux États-Unis. Il fréquente ensuite l'université du Texas à Austin.
Roberto Orci fait ses débuts de scénariste dès 1997 avec la série télévisée Hercule. Dans les années 2000, il écrit et produit plus d'une trentaine d'épisodes de la série Alias créée par J. J. Abrams. Il coécrit ensuite avec Alex Kurtzman le scénario de The Island (2005), qui est son premier film de cinéma. Toujours avec Kurtzman, il écrit La Légende de Zorro (2005), la suite du Masque de Zorro (1998). Après la série Alias, il retrouve J. J. Abrams pour lequel il coécrit avec Kurtzman Mission impossible 3, qui sort en 2006. Orci, Abrams et Kurtzman lancent ensuite la série Fringe, diffusée de 2008 à 2013. Entretemps, il est l'un des scénaristes qui relancent la franchise Star Trek au cinéma avec un film sorti en 2009. Il participera à l'écriture de la suite, Star Trek Into Darkness, sortie en 2013.
Entretemps, il continue son travail à la télévision avec le développement de séries télévisées, comme Hawaii 5-0, le remake de la série des années 1970 Hawaï police d'État.
Avec Alex Kurtzman, Phillip Iscove et Len Wiseman, il crée la série Sleepy Hollow, nouvelle adaptation de La Légende de Sleepy Hollow, diffusée dès 2013 sur Fox. Il développe ensuite la série Matador, diffusée en 2014 sur la chaine El Rey créée par Robert Rodriguez.
Scénariste de Star Trek et Star Trek Into Darkness, il est annoncé en mai 2014 comme réalisateur-scénariste du troisième volet Star Trek : Sans limites. Finalement, il est remplacé à la réalisation par Justin Lin, confirmé en décembre, quelque temps avant que Roberto Orci déclare qu'il n'écrira pas non plus le film : « Je vais produire le film. Rien de plus ou de moins ».

### Mort
Roberto Orci meurt le 25 février 2025 à l’âge de 51 ans d'une maladie rénale, à Los Angeles.

### Affaire judiciaire
En août 2024, Adele Heather Taylor, actrice et femme de Roberto Orci, dépose plainte contre lui pour viol conjugal et violences.

## Filmographie

### Scénariste: télévision
- 1997-1999 : Hercule (Hercules: The Legendary Journeys) (série télévisée)
- 1999-2000 : Xena, la guerrière (Xena : Warrior Princess) (série télévisée) - saison 5, épisode 12
- 2000 : Jack, le vengeur masqué (Jack all trade) (série télévisée) - saison 1, épisodes 3 et 6 / saison 2, épisode 4
- 2001-2004 : Alias, série télévisée, 33 épisodes
- 2004 : The Secret services (téléfilm) de Clark Johnson
- 2011 : Locke and Key (téléfilm pilote - projet de série télévisée) de Mark Romanek
- 2013-2017 : Sleepy Hollow (série télévisée)
- 2014 : Matador (série télévisée) - saison 1, épisode 1

### Scénariste: cinéma
- 2005 : The Island de Michael Bay
- 2005 : La Légende de Zorro (The Legend Of Zorro) de Martin Campbell
- 2006 : Mission impossible 3 (M:I-III) de J. J. Abrams
- 2007 : Transformers de Michael Bay
- 2009 : Star Trek de J. J. Abrams
- 2009 : Transformers 2 : la Revanche (Transformers : Revenge of the Fallen) de Michael Bay
- 2011 : Cowboys et Envahisseurs (Cowboys and Aliens) de Jon Favreau
- 2012 : Des gens comme nous d'Alex Kurtzman
- 2013 : Star Trek Into Darkness de J. J. Abrams
- 2014 : The Amazing Spider-Man : Le Destin d'un héros (The Amazing Spider-Man 2) de Marc Webb

### Producteur
- 1999 : Hercule (Hercules: The Legendary Journeys) (série télévisée) - Saison 6, épisode 6
- 1999-2000 : Xena, la guerrière (Xena : Warrior Princess) (série télévisée)
- 2000 : Jack, le vengeur masqué (Jack all trade) (série télévisée)
- 2001-2004 : Alias (série télévisée) - 33 épisodes
- 2004 : The Secret services (téléfilm) de Clark Johnson
- 2006 : Denial (court-métrage) de Joel Kelly
- 2008-2013 : Fringe (série télévisée)
- 2008 : L'Œil du mal (Eagle Eye) de D. J. Caruso
- 2009 : Star Trek de J. J. Abrams
- 2009 : La Proposition (The Proposal) d'Anne Fletcher
- 2010-2020 : Hawaii 5-0 (Hawaii Five-0) (série télévisée) (également cocréateur)
- 2010-2013 : Transformers: Prime (série télévisée d'animation)
- 2011 : Locke and Key (téléfilm pilote - projet de série télévisée) de Mark Romanek
- 2011 : Cowboys et Envahisseurs (Cowboys and Aliens) de Jon Favreau
- 2012 : Exit Strategy (téléfilm) d'Antoine Fuqua
- 2012 : Des gens comme nous d'Alex Kurtzman
- 2013 : Ender's Game de Gavin Hood
- 2013 : Insaisissables (Now You See Me) de Louis Leterrier
- 2013 : Star Trek Into Darkness de J. J. Abrams
- 2013-2017 : Sleepy Hollow (série télévisée)
- 2014 : The Amazing Spider-Man 2 de Marc Webb
- 2014 : Matador (série télévisée)
- 2014-2018 : Scorpion (série télévisée)
- 2015-2016 : Limitless (série télévisée)
- 2016 : Insaisissables 2 (Now You See Me: The Second Act) de Jon M. Chu
- 2016 : Star Trek : Sans limites (Star Trek Beyond) de Justin Lin
- 2017 : La Momie (The Mummy) d'Alex Kurtzman

### Créateur de séries télévisées
- 2008-2013 : Fringe (série télévisée) (avec J. J. Abrams et Alex Kurtzman)
- 2010-en production : Hawaii 5-0 (avec Peter M. Lenkov et Alex Kurtzman)
- 2011 : Locke & Key (épisode pilote, la série n'étant pas été retenue par la Fox)
- 2014 : Matador (avec Andrew Orci, Dan Dworkin et Jay Beattie)